# Eugene Lee
Eugene Gordon Lee (* 25. Oktober 1933 in Fort Worth, Texas; † 16. Oktober 2005 in Minneapolis, Minnesota) war ein US-amerikanischer Filmschauspieler, der als Kinderdarsteller bekannt wurde.

## Leben und Karriere
Eugene Lee war erst zwei Jahre alt, als seine Adoptiveltern mit ihm von Texas nach Hollywood zogen, um dem Sohn ein Engagement beim Film zu verschaffen. Noch im selben Jahr trat er erstmals in der populären Filmserie Die kleinen Strolche (Our Gang) unter dem Namen „Porky“ auf. Lee erhielt die Rolle, weil er dem Our-Gang-Star Spanky McFarland ähnelte und so als dessen kleiner Bruder eingesetzt werden konnte. Lee bildete in den Filmen oftmals ein Duo mit Buckwheat (Billie Thomas), welche die älteren Kinder Spanky und Alfafa auf ihren Abenteuern begleiten und für allerhand Chaos sorgen. 1938 wurde die Serie von Hal Roach an MGM verkauft, doch Lee blieb in der Schauspielertruppe. Nach 43 Filmen mit Our Gang als Porky nahm Lee im Jahre 1939 plötzlich und rasch an Körpergröße zu, was dazu führte, dass der fünfjährige Lee so groß wie der zehnjährige McFarland war. Er wurde daher durch Robert Blake abgelöst.
Mit dem Ausstieg aus der Serie endete auch Lees Schauspielkarriere, er stand nie wieder vor einer Kamera. Im späteren Leben wurde er Lehrer an einer alternativpädagogischen Schule und änderte seinen Namen – um von seiner Filmkarriere Abstand zu gewinnen – auf Gordon Lee um. Ab den 1980er-Jahren besuchte er jedoch zahlreiche Fanveranstaltungen und gab Interviews über seine Filmkarriere, an welche er sich aber kaum erinnerte. Er lebte zunächst in Texas und Colorado und später in Minnesota, um näher bei seinem Sohn zu leben. Er verstarb 2005 neun Tage vor seinem 72. Geburtstag an zwei Krebserkrankungen.